# Yutaka Gibbons
Pour les articles homonymes, voir Gibbons (homonymie) et Ibedul.
Yutaka Miller Gibbons (né le 17 janvier 1944 et mort le 4 novembre 2021 à Taïwan), est un chef de Koror, dans la république des Palaos, portant le titre d'Ibedul de 1973 jusqu'à sa mort. Il est récipiendaire du prix Nobel alternatif en 1983.

## Biographie

### Débuts

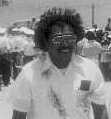
Yutaka Gibbons en 1977.

Yutaka Gibbons devient Ibedul, chef du clan de Koror et plus puissant chef coutumier des Palaos, en 1973, alors qu'il a 28 ans.

### Engagements politiques

#### Opposition au projet de superport
En 1976, Gibbons prend la tête de l'organisation Save Palau Organization (SPO), qui s'oppose au projet de création d'un « superport » pétrolier voulu par les États-Unis. Cette installation portuaire, d'après ses défenseurs, aurait permis de développer l'économie palauane et de créer des emplois ; elle aurait également, selon ses détracteurs, entraîné la perte d'un tiers des terres, le déplacement de 10% de la population palauane et d'importantes pollutions, en particulier le risque de marées noires. Les opposants au projet estiment également que les Palaos n'auraient que de faibles retombées économiques, qui seraient essentiellement captées par des entreprises étrangères de l'industrie pétrolière. Gibbons participe, avec d'autres activistes, à des forums comme le Oceanic Society symposium de 1977 à San Francisco, où il dénonce le projet de superport. Outre les dommages environnementaux, il craint l'arrivée massive de travailleurs étrangers, la mise en minorité des Palauans dans leur propre pays, l'imposition du projet par des pays et des entreprises étrangères sans que l'avis des Palauans ne soit pris en compte. La lutte finit par payer et le projet de superport est abandonné.

#### États fédérés de Micronésie
En 1978, Yutaka Gibbons, ainsi que le Reklai, chef de la confédération du nord, défendent l'intégration des Palaos dans les États fédérés de Micronésie et l'adoption d'une constitution micronésienne. Ils s'opposent à Roman Tmetuchl, en faveur d'un lien distinct entre les Palaos et les États-Unis, pour qui l'intégration dans la Micronésie risque de placer les Palaos dans une situation de subordonné. Le sujet divise la population palauane. Le 12 juillet, un référendum a lieu sur la question. Alors qu'il va à Pohnpei et Guam pour contester le résultat du référendum, l'Ibedul Gibbons est déchu de sa place au conseil des chefs par une décision unilatérale, et finalement illégale, prise par les chefs séparatistes.

#### Lutte anti-nucléaire
En 1979, la constitution des îles Palaos mentionne, expressément, la non-prolifération des armes nucléaires et des essais sur son territoire. Yutaka Gibbons s'investit dans la lutte contre la pression opérée par les États-Unis pour l'amendement de ce point, incompatible avec la politique de défense américaine.  En 1989, l'administration Bush fournit une aide dans le paiement de la dette extérieure et des fonds pour de nouveaux développements. Les Palaos sont un Territoire sous tutelle. Les États-Unis souhaitent établir un traité de libre-association avec les Palaos. Le 9 novembre 1983, une majorité de 68 % vote en faveur du traité.  

### Prix Nobel alternatif
Au nom du peuple Palau, Yutaka Gibbons est récipiendaire du prix Nobel alternatif en décembre 1983, « pour faire respecter le droit, démocratique constitutionnel de leur île à rester exempte d'armes nucléaires. ». Dans son discours, il proclame que « nous continuerons de croire que la dénucléarisation de Palau est conforme à l'intérêt des États-Unis pour promouvoir la paix mondiale. »[réf. nécessaire]
Le président Haruo Remeliik, fervent opposant anti-nucléaire, est assassiné en juillet 1985. Son successeur, le président Lazarus Salii décède des suites de blessures par balles dans des circonstances mystérieuses[réf. nécessaire]. Après quinze ans de lutte, le pacte avec les États-Unis est ratifié. Il prévoit une indemnisation pendant quinze ans pour les usages militaires et des droits de contrôle politique pendant cinquante ans[réf. nécessaire].

### Carrière politique intérieure
En mars 1978, Yutaka Gibbons remporte l'élection municipale de la ville de Koror.
En 1997, Yutaka Gibbons se présente à l'élection présidentielle, mais échoue face à Johnson Toribiong et au président sortant Kuniwo Nakamura, qui est réélu.

### 2003
Lors d'une réunion en 2003, alors qu'il dirige l'Autorité des terres publiques de l’État de Koror, il attaque physiquement Mathew Johnson, avocat pour l'Autorité des terres publiques des Palaos, qui en théorie dirige les autorités des différents états des Palaos. Armé d'une batte de base-ball, Gibbons casse le bras et blesse le dos de Johnson, lui reprochant de ne pas avoir quitté la réunion. Il est condamné à trois ans de prison dont un an ferme. La condamnation de l'Ibedul provoque un tollé et de nombreuses personnes demandent un aménagement de peine ou une amnistie. Une pétition en sa faveur recueille 4000 signatures. Finalement, en 2004, Gibbons reçoit un pardon présidentiel de Tommy Remengesau. Le comportement de Johnson est jugé arrogant par la presse palauane.

### Mort
Le 4 novembre 2021, Yutaka Gibbons décède dans un hôpital à Taïwan.